# Convento di Lintula
Il convento di Lintula (Lintulan luostari in finlandese) è l'unico convento ortodosso femminile della Finlandia, appartenente alla Chiesa ortodossa finlandese.
Fu fondato in Carelia nel 1895 e durante la seconda guerra mondiale fu trasferito prima nel Savo e in seguito nello Häme.
Un gruppo di monache fondò l'attuale convento nel 1946 nel paese di Salokki, appartenente al comune di Heinävesi, nella Carelia Settentrionale.